# 南袋町 (弘前市)
南袋町（みなみふくろまち）は、青森県弘前市の地名。郵便番号は036-8272。2017年6月1日現在の人口は109人、世帯数は53世帯。

## 地理
城西大橋の高架下に位置する町で、町域の北部は新町、東部は茂森町、東部から南部にかけて西茂森、南部から西部にかけて南城西、西北部は城西に接する。

## 歴史

### 沿革
- 1956年（昭和31年） - 中津軽郡岩木町（現：弘前市）駒越の一部から弘前市へ編入される。
- 1957年（昭和32年） - 南袋町が成立。
- 1966年（昭和41年） - 城西団地が完成し、一部が城西一・四・五丁目になる。
- 1975年（昭和50年） - 一部が南城西一・二丁目になる。

## 施設

### 福祉
- 社会福祉法人つがる三和会

### その他
- 弘前市シルバー人材センター
  - 弘前市シルバー人材センターワーク棟
- 城西大橋下放置自転車保管所

## 小・中学校の学区
市立小・中学校に通う場合、学区は以下の通りとなる。
| 大字   | 番地 | 小学校             | 中学校             |
| ------ | ---- | ------------------ | ------------------ |
| 南袋町 | 全域 | 弘前市立城西小学校 | 弘前市立第二中学校 |

## 交通
- 弘南バス

南城西（弘前駅 - 城西大橋経由 - 藤代営業所線）停留所。